# Quatrième district congressionnel de l'État de New York
Le 4e district congressionnel de New York est un district situé dans le centre et le sud du Comté de Nassau, représenté par le Républicain Anthony D'Esposito depuis 2023.
NY-04 est le deuxième district congressionnel le plus riche de New York et l'un des plus riches au niveau national. Depuis 2024, ce district, aux côtés du 22e de Californie, est le district congressionnel le plus démocrate représenté par un Républicain, avec une tendance partisane de D+5. C’était également l’une des 18 circonscriptions qui auraient voté pour Joe Biden à l’élection présidentielle de 2020 si elles avaient existé dans leur configuration actuelle tout en ayant été remportées ou détenues par un Républicain en 2022.

## Composition
Le district comprend les communautés d'Elmont, Baldwin, Bellmore, East Rockaway, East Meadow, Five Towns, Lynbrook, Floral Park, Franklin Square, Garden City, Garden City Park, Hempstead, Atlantic Beach, Long Beach, Malverne, Freeport, Merrick, Carle Place, New Hyde Park, Oceanside, Rockville Centre, Roosevelt, Seaford, Uniondale, Valley Stream, Wantagh, West Hempstead et Westbury.

## Historique de vote
| Année | Poste     | Résultats               |
| ----- | --------- | ----------------------- |
| 1992  | Président | Clinton 47,0 % – 41,0 % |
| 1996  | Président | Clinton 56,0 % – 36,0 % |
| 2000  | Président | Gore 59,0 % – 38,0 %    |
| 2004  | Président | Kerry 55,0 % – 44,0 %   |
| 2008  | Président | Obama 55,0 % – 44,0 %   |
| 2012  | Président | Obama 56,0 % – 43,0 %   |
| 2016  | Président | Clinton 53,0 % – 44,0 % |
| 2020  | Président | Biden 56,0 % – 42,0 %   |

## Liste des Représentants du district
| Membre                          | Parti                      | Années                             | Congrès     | Histoire électoral | Zone géographique                    |
| ------------------------------- | -------------------------- | ---------------------------------- | ----------- | --- | ------------------------------------ |
| District établit le 4 mars 1789 |                            |                                    |             | |                                      |
| John Hathorn                    | Anti-Administration        | 4 mars 1789 - 3 mars 1791          | 1er         | Élu en 1789. Perd sa réélection. |                                      |
| Cornelius C. Schoonmaker (en)   | Anti-Administration        | 4 mars 1791 - 3 mars 1793          | 2e          | Élu en 1790. Perd sa réélection. |                                      |
| Peter Van Gassbeck (en)         | Pro Administration         | 4 mars 1793 - 3 mars 1795          | 3e          | Élu en 1793. Retrait. |                                      |
| John Hathorn                    | Républicain-Démocrate      | 4 mars 1795 - 3 mars 1797          | 4e          | Élu en 1794. Retrait. |                                      |
| Lucas Elmendorf (en)            | Républicain-Démocrate      | 4 mars 1797 - 3 mars 1800          | 5e - 7e     | Élu en 1796. Réélu en 1798. Réélu en 1800. Retrait. |                                      |
| Philip Van Cortlandt (en)       | Républicain-Démocrate      | 4 mars 1803 - 3 mars 1809          | 8e - 10e    | Redécoupage depuis le 3e district et réélu en 1802. Réélu en 1804. Réélu en 1806. |                                      |
| James Emott (en)                | Fédéraliste                | 4 mars 1809 - 3 mars 1813          | 11e , 12e   | Élu en 1808. Réélu en 1810 |                                      |
| Thomas J. Oakley (en)           | Fédéraliste                | 4 mars 1813 - 3 mars 1815          | 13e         | Élu en 1812. |                                      |
| Abraham H. Schenck (en)         | Républicain-Démocrate      | 4 mars 1815 - 3 mars 1817          | 14e         | Élu en 1814. |                                      |
| Vacant                          | Vacant                     | 4 mars 1817 - 6 juin 1817          | 15e         | Henry B. Lee a été élu en 1816 mais décède le 16 septembre 1816, avant le début du mandat. |                                      |
| James Tallmadge Jr. (en)        | Républicain-Démocrate      | 6 juin 1817 - 3 mars 1819          | 15e         | Élu pour terminer le mandat de Lee et intronisé le 1er décembre 1817. |                                      |
| Randall S. Street (en)          | Fédéraliste                | 4 mars 1819 - 3 mars 1821          | 16e         | Élu en 1818. |                                      |
| Vacant                          | Vacant                     | 4 mars 1821 - 3 décembre 1821      | 17e         | Les élections ont eu lieu en avril 1821. Il n'est pas clair quand les résultats furent annoncés. |                                      |
| William W. Van Wyck (en)        | Républicain-Démocrate      | 3 décembre 1821 - 3 mars 1823      | 17e         | Élu en 1821. Redécoupage vers le 5e district. |                                      |
| Joel Frost (en)                 | Républicain-Démocrate      | 4 mars 1823 - 3 mars 1825          | 18e         | Élu en 1822. Retrait. |                                      |
| Aaron Ward (en)                 | Anti-Jacksonien            | 4 mars 1825 - 3 mars 1829          | 19e , 20e   | Élu en 1824. Réélu en 1826. Retrait. |                                      |
| Henry B. Cowles (en)            | Anti-Jacksonien            | 4 mars 1829 - 3 mars 1831          | 21e         | Élu en 1828. |                                      |
| Aaron Ward (en)                 | Jacksonien (en)            | 4 mars 1831 - 3 mars 1837          | 22e - 24e   | Élu en 1830. Réélu en 1832. Réélu en 1834. |                                      |
| Gouverneur Kemble (en)          | Démocrate                  | 4 mars 1837 - 3 mars 1841          | 25e , 26e   | Élu en 1836. Réélu en 1838. |                                      |
| Aaron Ward (en)                 | Démocrate                  | 4 mars 1841 - 3 mars 1843          | 27e         | Élu en 1840. |                                      |
| William B. Maclay (en)          | Démocrate                  | 4 mars 1843 - 3 mars 1849          | 28e - 30e   | Élu en 1842. Réélu en 1844. Réélu en 1846. |                                      |
| Walter Underhill (en)           | Whig                       | 4 mars 1849 - 3 mars 1851          | 31e         | Élu en 1848. |                                      |
| John Henry Hobart Haws (en)     | Whig                       | 4 mars 1851 - 3 mars 1853          | 32e         | Élu en 1850. |                                      |
| Michael Walsh (en)              | Démocrate                  | 4 mars 1853 - 3 mars 1855          | 33e         | Élu en 1852. |                                      |
| John Kelly (en)                 | Démocrate                  | 4 mars 1855 - 25 décembre 1858     | 34e , 35e   | Élu en 1854. Réélu en 1856. Démissionne. |                                      |
| Vacant                          | Vacant                     | 25 décembre 1858 - 17 janvier 1859 | 35e         | |                                      |
| Thomas J. Barr (en)             | Démocrate indépendant (en) | 17 janvier 1859 - 3 mars 1861      | 35e , 36e   | Élu pour terminer le mandat de Kelly. Réélu en 1858. |                                      |
| James Kerrigan (en)             | Démocrate indépendant (en) | 4 mars 1861 - 3 mars 1863          | 37e         | Élu en 1860. |                                      |
| Benjamin Wood (en)              | Démocrate                  | 4 mars 1863 - 3 mars 1865          | 38e         | Redécoupage vers le 3e district et réélu en 1862. |                                      |
| Morgan Jones (en)               | Démocrate                  | 4 mars 1865 - 3 mars 1867          | 39e         | Élu en 1864. |                                      |
| John Fox (en)                   | Démocrate                  | 4 mars 1867 - 3 mars 1871          | 40e , 41e   | Élu en 1866. Réélu en 1868. |                                      |
| Robert B. Roosevelt (en)        | Démocrate                  | 4 mars 1871 - 3 mars 1873          | 42e         | Élu en 1870. |                                      |
| Philip S. Crooke (en)           | Républicain                | 4 mars 1873 - 3 mars 1875          | 43e         | Élu en 1872. |                                      |
| Archibald M. Bliss (en)         | Démocrate                  | 4 mars 1875 - 3 mars 1883          | 44e - 47e   | Élu en 1874. Réélu en 1876. Réélu en 1878. Réélu en 1880. |                                      |
| Felix Campbell (en)             | Démocrate                  | 4 mars 1883 - 3 mars 1885          | 48e         | Élu en 1882. Redécoupage vers le 2e district. |                                      |
| Peter P. Mahoney (en)           | Démocrate                  | 4 mars 1885 - 3 mars 1889          | 49e , 50e   | Élu en 1884. Réélu en 1886. |                                      |
| John M. Clancy (en)             | Démocrate                  | 4 mars 1889 - 3 mars 1893          | 51e , 52e   | Élu en 1888.Réélu en 1890. Redécoupage vers le 2e district. |                                      |
| William J. Coombs (en)          | Démocrate                  | 4 mars 1893 - 3 mars 1895          | 53e         | Redécoupage depuis le 3e district et réélu en 1892. |                                      |
| Israel F. Fischer (en)          | Républicain                | 4 mars 1895 - 3 mars 1899          | 54e , 55e   | Élu en 1894. Réélu en 1896. |                                      |
| Bertram T. Clayton (en)         | Démocrate                  | 4 mars 1899 - 3 mars 1901          | 56e         | Élu en 1898. |                                      |
| Harry A. Hanbury (en)           | Républicain                | 4 mars 1901 - 3 mars 1903          | 57e         | Élu en 1900. |                                      |
| Frank E. Wilson (en)            | Démocrate                  | 4 mars 1903 - 3 mars 1905          | 58e         | Redécoupage depuis le 5e district et réélu en 1902. |                                      |
| Charles B. Law (en)             | Républicain                | 4 mars 1905 - 3 mars 1911          | 59e - 61e   | Élu en 1904. Réélu en 1906. Réélu en 1908. |                                      |
| Frank E. Wilson (en)            | Démocrate                  | 4 mars 1911 - 3 mars 1913          | 62e         | Élu en 1910. Redécoupage vers le 3e district. |                                      |
| Harry H. Dale (en)              | Démocrate                  | 4 mars 1913 - 6 janvier 1919       | 63e - 65e   | Élu en 1912. Réélu en 1914. Réélu en 1916. Démissionne pour devenir Juge de la Cour des Magistrats. |                                      |
| Vacant                          | Vacant                     | 6 janvier 1919 - 3 mars 1919       | 65e         | |                                      |
| Thomas H. Cullen (en)           | Démocrate                  | 4 mars 1919 - 1er janvier 1944     | 66e - 78e   | Élu en 1918. Réélu en 1920. Réélu en 1922. Réélu en 1924. Réélu en 1926. Réélu en 1928. Réélu en 1930. Réélu en 1932. Réélu en 1934. Réélu en 1936. Réélu en 1938. Réélu en 1940. Réélu en 1942. Décède. |                                      |
| Vacant                          | Vacant                     | 1er mars 1944 - 6 juin 1944        | 78e         | |                                      |
| John J. Rooney (en)             | Démocrate                  | 6 juin 1944 - 3 janvier 1945       | 78e         | Élu pour terminer le mandat de Cullen. Redécoupage vers le 12e district. |                                      |
| William B. Barry (en)           | Démocrate                  | 3 janvier 1945 - 20 octobre 1946   | 79e         | Redécoupage depuis le 2e district et réélu en 1944. Décède. |                                      |
| Vacant                          | Vacant                     | 21 octobre 1945 - 20 octobre 1946  | 79e         | |                                      |
| Gregory McMahon (en)            | Républicain                | 3 janvier 1947 - 3 janvier 1949    | 80e         | Élu en 1946. Perd sa réélection. |                                      |
| L. Gary Clemente (en)           | Démocrate                  | 3 janvier 1949 - 3 janvier 1953    | 81e , 82e   | Élu en 1948. Réélu en 1950. Perd sa réélection. |                                      |
| Henry J. Latham (en)            | Républicain                | 3 janvier 1953 - 31 décembre 1958  | 83e - 85e   | Redécoupage depuis le 3e district et réélu en 1952. Réélu en 1954. Réélu en 1956. Démissionne. |                                      |
| Vacant                          | Vacant                     | 1er janvier 1959 - 2 janvier 1959  | 85e         | |                                      |
| Seymour Halpern (en)            | Républicain                | 3 janvier 1959 - 3 janvier 1963    | 86e , 87e   | Élu en 1958. Réélu en 1960. Redécoupage vers le 6e district. |                                      |
| John H. Wydler (en)             | Républicain                | 3 janvier 1963 - 3 janvier 1973    | 88e - 92e   | Élu en 1962. Réélu en 1964. Réélu en 1966. Réélu en 1968. Réélu en 1970. Redécoupage vers le 5e district.                                                                                                |                                      |
| Norman F. Lent (en)             | Républicain                | 3 janvier 1973 - 3 janvier 1993    | 93e - 102e  | Redécoupage depuis le 5e district et réélu en 1972. Réélu en 1974. Réélu en 1976. Réélu en 1978. Réélu en 1980. Réélu en 1982. Réélu en 1984. Réélu en 1986. Réélu en 1988. Réélu en 1990. Retrait.      |                                      |
| David A. Levy (en)              | Républicain                | 3 janvier 1993 - 3 janvier 1995    | 103e        | Élu en 1992. Perd sa renomination. |                                      |
| Dan Frisa                       | Républicain                | 3 janvier 1995 - 3 janvier 1997    | 104e        | Élu en 1994. Perd sa réélection. |                                      |
| Carolyn McCarthy                | Démocrate                  | 3 janvier 1997 - 3 janvier 2015    | 105e - 113e | Élue en 1996. Réélue en 1998. Réélue en 2000. Réélue en 2002. Réélue en 2004. Réélue en 2006. Réélue en 2008. Réélue en 2010. Réélue en 2012. Retrait.                                                   |                                      |
| Carolyn McCarthy                | Démocrate                  | 3 janvier 1997 - 3 janvier 2015    | 105e - 113e | Élue en 1996. Réélue en 1998. Réélue en 2000. Réélue en 2002. Réélue en 2004. Réélue en 2006. Réélue en 2008. Réélue en 2010. Réélue en 2012. Retrait.                                                   | 2003–2013 Parties du Comté de Nassau |
| Carolyn McCarthy                | Démocrate                  | 3 janvier 1997 - 3 janvier 2015    | 105e - 113e | Élue en 1996. Réélue en 1998. Réélue en 2000. Réélue en 2002. Réélue en 2004. Réélue en 2006. Réélue en 2008. Réélue en 2010. Réélue en 2012. Retrait.                                                   | 2013–2023 Parties du Comté de Nassau |
| Kathleen Rice                   | Démocrate                  | 3 janvier 2015 - 3 janvier 2023    | 114e - 117e | Élue en 2014. Réélue en 2016. Réélue en 2018. Réélue en 2020. Retrait. |                                      |
| Anthony D'Esposito              | Républicain                | 3 janvier 2023 - Présent           | 118e        | Élu en 2022. | 2023–2025 Parties du Comté de Nassau |

## Résultats des récentes élections
Voici les résultats des dix précédents cycles électoraux dans le district.

### 2004
| Élection de 2004 du 4e district congressionnel de New York | Élection de 2004 du 4e district congressionnel de New York | Élection de 2004 du 4e district congressionnel de New York | Élection de 2004 du 4e district congressionnel de New York | Élection de 2004 du 4e district congressionnel de New York |
| ---------------------------------------------------------- | ---------------------------------------------------------- | ---------------------------------------------------------- | ---------------------------------------------------------- | ---------------------------------------------------------- |
| Parti                                                      | Parti                                                      | Candidat                                                   | Votes                                                      | %                                                          |
|                                                            | Démocrate                                                  | Carolyn McCarthy (sortant)                                 | 159 969                                                    | 63,0                                                       |
|                                                            | Républicain                                                | James Garner                                               | 94 141                                                     | 37,0                                                       |
| Total des votes                                            | Total des votes                                            | Total des votes                                            | 254 110                                                    | 100 %                                                      |
|                                                            | Les Démocrates conservent                                  |                                                            |                                                            |                                                            |

### 2006
| Élection de 2006 du 4e district congressionnel de New York | Élection de 2006 du 4e district congressionnel de New York | Élection de 2006 du 4e district congressionnel de New York | Élection de 2006 du 4e district congressionnel de New York | Élection de 2006 du 4e district congressionnel de New York |
| ---------------------------------------------------------- | ---------------------------------------------------------- | ---------------------------------------------------------- | ---------------------------------------------------------- | ---------------------------------------------------------- |
| Parti                                                      | Parti                                                      | Candidat                                                   | Votes                                                      | %                                                          |
|                                                            | Démocrate                                                  | Carolyn McCarthy (sortant)                                 | 101 861                                                    | 64,9                                                       |
|                                                            | Républicain                                                | Martin W. Blessinger                                       | 55 050                                                     | 35,1                                                       |
| Total des votes                                            | Total des votes                                            | Total des votes                                            | 156 911                                                    | 100 %                                                      |
|                                                            | Les Démocrates conservent                                  |                                                            |                                                            |                                                            |

### 2008
| Élection de 2008 du 4e district congressionnel de New York | Élection de 2008 du 4e district congressionnel de New York | Élection de 2008 du 4e district congressionnel de New York | Élection de 2008 du 4e district congressionnel de New York | Élection de 2008 du 4e district congressionnel de New York |
| ---------------------------------------------------------- | ---------------------------------------------------------- | ---------------------------------------------------------- | ---------------------------------------------------------- | ---------------------------------------------------------- |
| Parti                                                      | Parti                                                      | Candidat                                                   | Votes                                                      | %                                                          |
|                                                            | Démocrate                                                  | Carolyn McCarthy (sortant)                                 | 164 028                                                    | 64,0                                                       |
|                                                            | Républicain                                                | Jack Martins                                               | 92 242                                                     | 36,0                                                       |
| Total des votes                                            | Total des votes                                            | Total des votes                                            | 256 270                                                    | 100 %                                                      |
|                                                            | Les Démocrates conservent                                  |                                                            |                                                            |                                                            |

### 2010
| Élection de 2010 du 4e district congressionnel de New York | Élection de 2010 du 4e district congressionnel de New York | Élection de 2010 du 4e district congressionnel de New York | Élection de 2010 du 4e district congressionnel de New York | Élection de 2010 du 4e district congressionnel de New York |
| ---------------------------------------------------------- | ---------------------------------------------------------- | ---------------------------------------------------------- | ---------------------------------------------------------- | ---------------------------------------------------------- |
| Parti                                                      | Parti                                                      | Candidat                                                   | Votes                                                      | %                                                          |
|                                                            | Démocrate                                                  | Carolyn McCarthy (sortant)                                 | 94 483                                                     | 53,6                                                       |
|                                                            | Républicain                                                | Fran Becker                                                | 81 718                                                     | 46,4                                                       |
| Total des votes                                            | Total des votes                                            | Total des votes                                            | 176 201                                                    | 100 %                                                      |
|                                                            | Les Démocrates conservent                                  |                                                            |                                                            |                                                            |

### 2012
| Élection de 2012 du 4e district congressionnel de New York | Élection de 2012 du 4e district congressionnel de New York | Élection de 2012 du 4e district congressionnel de New York | Élection de 2012 du 4e district congressionnel de New York | Élection de 2012 du 4e district congressionnel de New York |
| ---------------------------------------------------------- | ---------------------------------------------------------- | ---------------------------------------------------------- | ---------------------------------------------------------- | ---------------------------------------------------------- |
| Parti                                                      | Parti                                                      | Candidat                                                   | Votes                                                      | %                                                          |
|                                                            | Démocrate                                                  | Carolyn McCarthy (sortant)                                 | 163 955                                                    | 61,8                                                       |
|                                                            | Républicain                                                | Fran Becker                                                | 85 693                                                     | 32,3                                                       |
|                                                            | Conservateur (en)                                          | Tim Derham                                                 | 852                                                        | 0,5                                                        |
| Total des votes                                            | Total des votes                                            | Total des votes                                            | 168 540                                                    | 100 %                                                      |
|                                                            | Les Démocrates conservent                                  |                                                            |                                                            |                                                            |

### 2014
| Élection de 2014 du 4e district congressionnel de New York | Élection de 2014 du 4e district congressionnel de New York | Élection de 2014 du 4e district congressionnel de New York | Élection de 2014 du 4e district congressionnel de New York | Élection de 2014 du 4e district congressionnel de New York |
| ---------------------------------------------------------- | ---------------------------------------------------------- | ---------------------------------------------------------- | ---------------------------------------------------------- | ---------------------------------------------------------- |
| Parti                                                      | Parti                                                      | Candidat                                                   | Votes                                                      | %                                                          |
|                                                            | Démocrate                                                  | Kathleen Rice                                              | 89 793                                                     | 52,8                                                       |
|                                                            | Républicain                                                | Bruce Blakerman                                            | 80 127                                                     | 47,2                                                       |
| Total des votes                                            | Total des votes                                            | Total des votes                                            | 169 920                                                    | 100 %                                                      |
|                                                            | Les Démocrates conservent                                  |                                                            |                                                            |                                                            |

### 2016
| Élection de 2016 du 4e district congressionnel de New York | Élection de 2016 du 4e district congressionnel de New York | Élection de 2016 du 4e district congressionnel de New York | Élection de 2016 du 4e district congressionnel de New York | Élection de 2016 du 4e district congressionnel de New York |
| ---------------------------------------------------------- | ---------------------------------------------------------- | ---------------------------------------------------------- | ---------------------------------------------------------- | ---------------------------------------------------------- |
| Parti                                                      | Parti                                                      | Candidat                                                   | Votes                                                      | %                                                          |
|                                                            | Démocrate                                                  | Kathleen Rice (sortant)                                    | 185 286                                                    | 59,5                                                       |
|                                                            | Républicain                                                | David Gurfein                                              | 125 865                                                    | 40,5                                                       |
| Total des votes                                            | Total des votes                                            | Total des votes                                            | 311 151                                                    | 100 %                                                      |
|                                                            | Les Démocrates conservent                                  |                                                            |                                                            |                                                            |

### 2018
| Élection de 2018 du 4e district congressionnel de New York | Élection de 2018 du 4e district congressionnel de New York | Élection de 2018 du 4e district congressionnel de New York | Élection de 2018 du 4e district congressionnel de New York | Élection de 2018 du 4e district congressionnel de New York |
| ---------------------------------------------------------- | ---------------------------------------------------------- | ---------------------------------------------------------- | ---------------------------------------------------------- | ---------------------------------------------------------- |
| Parti                                                      | Parti                                                      | Candidat                                                   | Votes                                                      | %                                                          |
|                                                            | Démocrate                                                  | Kathleen Rice (sortant)                                    | 159 535                                                    | 61,0                                                       |
|                                                            | Républicain                                                | Ameer Benno                                                | 100 571                                                    | 39,0                                                       |
| Total des votes                                            | Total des votes                                            | Total des votes                                            | 260 106                                                    | 100 %                                                      |
|                                                            | Les Démocrates conservent                                  |                                                            |                                                            |                                                            |

### 2020
| Élection de 2020 du 4e district congressionnel de New York | Élection de 2020 du 4e district congressionnel de New York | Élection de 2020 du 4e district congressionnel de New York | Élection de 2020 du 4e district congressionnel de New York | Élection de 2020 du 4e district congressionnel de New York |
| ---------------------------------------------------------- | ---------------------------------------------------------- | ---------------------------------------------------------- | ---------------------------------------------------------- | ---------------------------------------------------------- |
| Parti                                                      | Parti                                                      | Candidat                                                   | Votes                                                      | %                                                          |
|                                                            | Démocrate                                                  | Kathleen Rice (sortant)                                    | 199 762                                                    | 56,1                                                       |
|                                                            | Républicain                                                | Douglas Tuman                                              | 153 007                                                    | 43,0                                                       |
|                                                            | Vert                                                       | Joseph R. Naham                                            | 3 024                                                      | 0,9                                                        |
| Total des votes                                            | Total des votes                                            | Total des votes                                            | 355 793                                                    | 100 %                                                      |
|                                                            | Les Démocrates conservent                                  |                                                            |                                                            |                                                            |

### 2022
La Primaire Républicaine a été annulée. Anthony D'Esposito (R) avance vers l'Élection Générale.
| Primaire Démocrate de 2022 du 4e district congressionnel de New York | Primaire Démocrate de 2022 du 4e district congressionnel de New York | Primaire Démocrate de 2022 du 4e district congressionnel de New York | Primaire Démocrate de 2022 du 4e district congressionnel de New York | Primaire Démocrate de 2022 du 4e district congressionnel de New York |
| -------------------------------------------------------------------- | -------------------------------------------------------------------- | -------------------------------------------------------------------- | -------------------------------------------------------------------- | -------------------------------------------------------------------- |
| Parti                                                                | Parti                                                                | Candidat                                                             | Votes                                                                | %                                                                    |
|                                                                      | Démocrate                                                            | Laura Gillen                                                         | 12 432                                                               | 62,8                                                                 |
|                                                                      | Démocrate                                                            | Carrie Solages                                                       | 4 811                                                                | 24,3                                                                 |
|                                                                      | Démocrate                                                            | Keith Corbett                                                        | 2 169                                                                | 11,0                                                                 |
|                                                                      | Démocrate                                                            | Muzib Huq                                                            | 297                                                                  | 1,5                                                                  |

| Élection de 2022 du 4e district congressionnel de New York | Élection de 2022 du 4e district congressionnel de New York | Élection de 2022 du 4e district congressionnel de New York | Élection de 2022 du 4e district congressionnel de New York | Élection de 2022 du 4e district congressionnel de New York |
| ---------------------------------------------------------- | ---------------------------------------------------------- | ---------------------------------------------------------- | ---------------------------------------------------------- | ---------------------------------------------------------- |
| Parti                                                      | Parti                                                      | Candidat                                                   | Votes                                                      | %                                                          |
|                                                            | Républicain                                                | Anthony D'Esposito                                         | 140 622                                                    | 51,8                                                       |
|                                                            | Démocrate                                                  | Laura Gillen                                               | 130 871                                                    | 48,2                                                       |
|                                                            | Autres                                                     | Autres                                                     | 67                                                         | 0,0                                                        |
| Total des votes                                            | Total des votes                                            | Total des votes                                            | 271 560                                                    | 100 %                                                      |
|                                                            | Les Républicains prennent aux Démocrates                   |                                                            |                                                            |                                                            |

### 2024
Les Primaires Républicaines et Démocrates ont été annulées. Anthony D'Esposito (R-Sortant) et Laura Gillen (D) avancent vers l'Élection Générale.
| Élection de 2024 du 4e district congressionnel de New York | Élection de 2024 du 4e district congressionnel de New York | Élection de 2024 du 4e district congressionnel de New York | Élection de 2024 du 4e district congressionnel de New York | Élection de 2024 du 4e district congressionnel de New York |
| ---------------------------------------------------------- | ---------------------------------------------------------- | ---------------------------------------------------------- | ---------------------------------------------------------- | ---------------------------------------------------------- |
| Parti                                                      | Parti                                                      | Candidat                                                   | Votes                                                      | %                                                          |
|                                                            | Républicain                                                | Anthony D'Esposito                                         | TBD                                                        | TBD                                                        |
|                                                            | Démocrate                                                  | Laura Gillen                                               | TBD                                                        | TBD                                                        |
| Total des votes                                            | Total des votes                                            | Total des votes                                            | TBD                                                        | 100 %                                                      |
|                                                            |                                                            |                                                            |                                                            |                                                            |

## Frontières historiques du district
- 1789 - 1913 : Parties de Manhattan
- 1913 - 1945 : Parties de Brooklyn
- 1945 - 1963 : Parties du Queens
- 1969 - Présent : Parties du Comté de Nassau

Dans les années 1960, 1970 et 1980, une grande partie de cette zone se trouvait dans le 5e district. Le 4e district comprenait alors de nombreuses villes de l'est du Comté de Nassau, qui font désormais partie du 3e district.

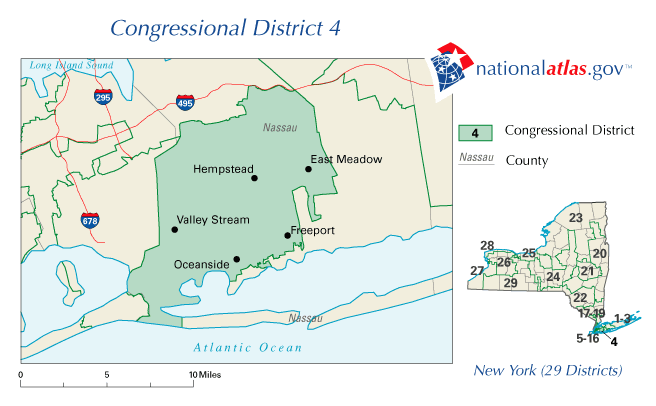
2003 - 2013

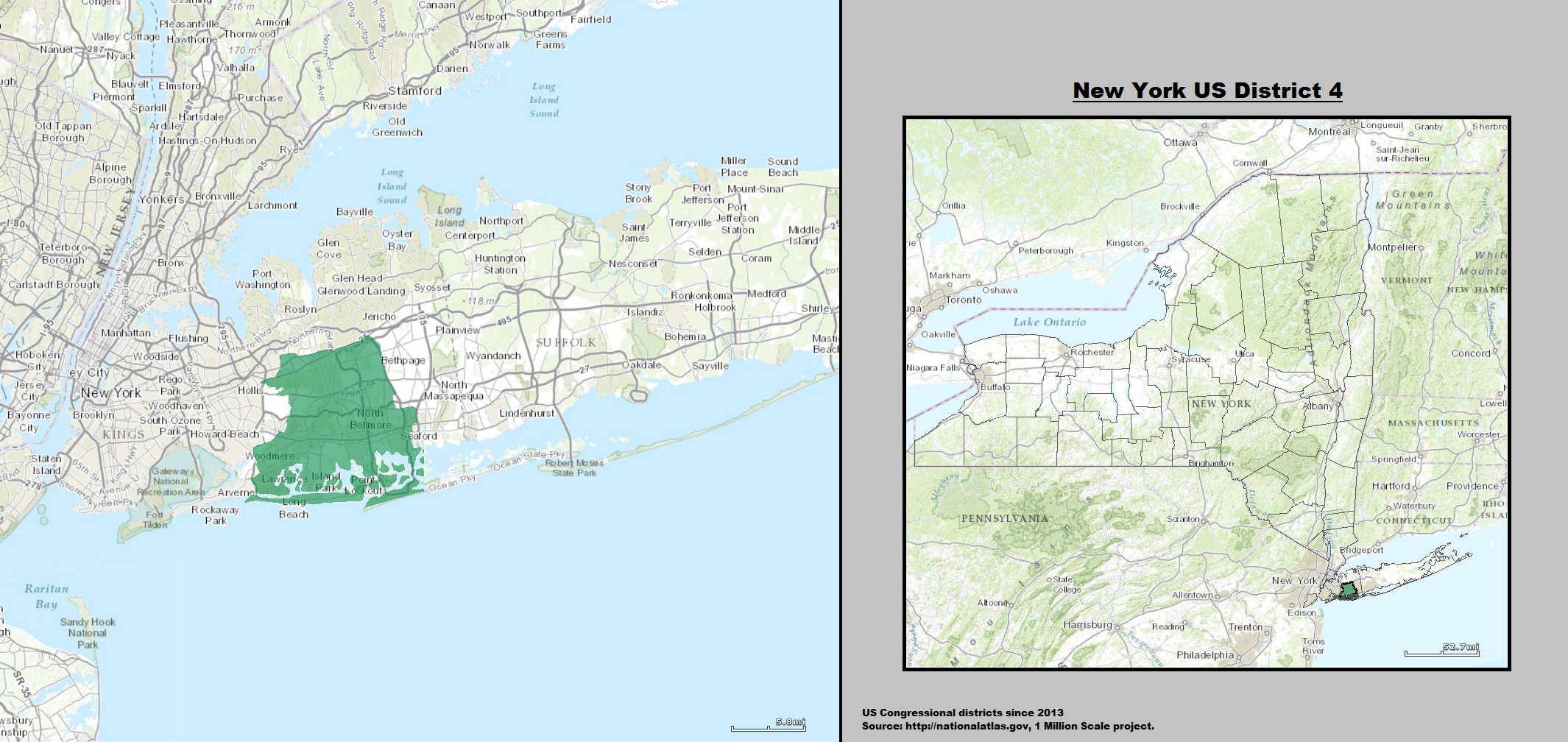
2013 - 2023